# Rjasan
Rjasan (russisk: Рязань, tr. Rjazan) er en by i det vestlige Rusland, hovedstad i Rjasan oblast, 180 km. sydøst for Moskva ved floden Oka. Byen har 520.509 (2024) indbyggere.

## Geografi
Rjasan ligger centralt på den Østeuropæiske Slette, mellem floderne Oka og Volga i den vestlige del af Rjasan oblast på 54° nordlig breddegrad og 39° østlig længdegrad.
Byens areal er 224 km². Den største del af Rjasan ligger på højre højre bred af Oka, 28 km² udgør feriestedet Solottja, der ligger i Mesjtjorskij nationalpark, et vådområde i tilknytning til bifloder til Oka, 12 km fra Rjasan.
Moskva ligger 180 km mod nordvest og Rjasan og Tver er Moskvas nærmeste større byer. Afstanden til Kaluga er ca. 300 km mod vest, Saransk ligger ca. 460 km mod øst og Tambov ligger 270 km syd for Rjasan.

### Klima
| J F M A M J J A S O N D 38 −5 −11 34 −4 −11 26 2 −6 38 12 2 34 20 8 64 23 12 80 25 14 57 23 12 51 17 8 64 9 2 46 1 −4 43 −4 −9 Gennemsnitlige max. og min. temperaturer i °C Nedbørsmængde i mm Kilde: Rjasan, pogodaiklimat.ru |           |         |         |         |          |          |          |         |        |         |          |
| J | F         | M       | A       | M       | J        | J        | A        | S       | O      | N       | D        |
| 38 −5 −11 | 34 −4 −11 | 26 2 −6 | 38 12 2 | 34 20 8 | 64 23 12 | 80 25 14 | 57 23 12 | 51 17 8 | 64 9 2 | 46 1 −4 | 43 −4 −9 |
| Gennemsnitlige max. og min. temperaturer i °C |           |         |         |         |          |          |          |         |        |         |          |
| Nedbørsmængde i mm |           |         |         |         |          |          |          |         |        |         |          |
| Kilde: Rjasan, pogodaiklimat.ru |           |         |         |         |          |          |          |         |        |         |          |

| J                                             | F         | M       | A       | M       | J        | J        | A        | S       | O      | N       | D        |
| 38 −5 −11                                     | 34 −4 −11 | 26 2 −6 | 38 12 2 | 34 20 8 | 64 23 12 | 80 25 14 | 57 23 12 | 51 17 8 | 64 9 2 | 46 1 −4 | 43 −4 −9 |
| Gennemsnitlige max. og min. temperaturer i °C |           |         |         |         |          |          |          |         |        |         |          |
| Nedbørsmængde i mm                            |           |         |         |         |          |          |          |         |        |         |          |
| Kilde: Rjasan, pogodaiklimat.ru               |           |         |         |         |          |          |          |         |        |         |          |

Rjasan har tempereret fastlandsklima. Gennemsnitlig årlig nedbør er ca. 580 mm, hvoraf 390 mm falder i perioden fra april til oktober. Rjasan-området er kendetegnet ved svage eller moderate vestlige eller sydvestlige vinde.
Sommeren i Rjasan er varm, med temperaturer op til +40 °C. Vinteren er moderat kolde, i hårde vintre kan nattetemperaturen falde under -40 °C.

## Historie
Det hævdes, at Rjasan Kreml blev grundlagt i 800-tallet af slaviske bosættere, i forbindelse med deres indvandring i området, der tidligere havde været befolket af Østersøfinske folkeslag. Oprindeligt var kreml bygget af træ, der gradvist blev erstattet af murværk. Den ældste bevarede del af Kreml dateres tilbage til 1100-tallet.
Den første skriftlige omtale af byen, under navnet Pereslavl, dateres til 1095. Dengang var byen en del af det uafhængige fyrstendømme Rjasan, der havde eksisteret siden 1078, og var centreret i den gamle by Rjasan. Den første hersker af fyrstendømmet var angiveligt Jaroslav Svjatoslavitj, prins af Rjasan og Murom (byer i Kijevriget).
Fyrstendømmet Rjasan, der lå på grænsen mellem skov og steppe, var udsat for mange invasioner fra syd og nord af en række militære styrker, herunder bl.a. Kumaner, men specielt var fyrstendømmet i konflikt med Vladimir-Suzdal. Ved udgangen af 1100-tallet, havde hære fra Suzdal brændt hovedstaden i hertugdømmet ned flere gange. Senere var Rjasan den første russiske by der blev angrebet af Batu Khans mongolske horde. Den 21. december 1237 blev byen ødelagt og aldrig fuldt genopbygget. Som følge af angrebet blev hovedsædet for fyrstedømmet flyttet omkring 55 km til byen Pereslavl-Rjasan, som efterfølgende tog navn efter den ødelagte hovedstad. Stedet, hvor den gamle hovedstad lå, bærer nu navnet på Staraja Rjasan (Gamle Rjasan), tæt på Spassk-Rjasánskij.
I 1380, under Slaget ved Kulikovo, var storfyrsten af Rjasan, Oleg, og hans mænd i koalition af tataren Mamai, leder af Den Gyldne Horde, og storfyrste Jogaila Algirdaitis af Litauen imod de moskovitiske hære under kommando af storfyrsten af Vladimir, Dmitrij Donskoj.
Sent i 1200-tallet flyttede fyrsterne af Rjasan hovedstaden til Pereslavl, der blev kendt som Rjasan fra 1500-tallet (officielt omdøbt i 1778). Fyrstendømmet blev endeligt en del af Storfyrstendømmet Moskva i 1521.
I september 1999 var Rjasan en af de byer, der var involveret i terrorangrebene mod boligkomplekser i Rusland, imidlertid eksploderede bomben i Rjasan ikke.

## Kendte personer fra Rjasan
| - Andrej Markov, matematiker - Irina Melesjina, længdespringer - Ivan Mitjurin, biolog | - Ivan Pavlov, psykolog - Kirill Sosunov, længdespringer - Konstantín Paustovskij, forfatter | - Michaíl Saltykov-Sjtjedrín, satiriker - Jakov Polonskij, forfatter |

## Venskabsbyer
| - Novyj Afon, Abkhasien - Lovetj, Bulgarien - Bressuire, Frankrig - Alessandria, Italien | - Xuzhou, Kina - Ostrów Mazowiecka, Polen - Münster, Tyskland |